# لورا هاربر (كرة سلة)
لورا هاربر (بالإنجليزية: Laura Harper)‏ مواليد 11 أبريل 1986 في فيلادلفيا، هي لاعبة كرة سلة أمريكية سابقة أصبحت مدربة مساعدة. بدأت مسيرتها الاحترافية في سنة 2008. تم اختيارها من قبل فريق ساكرامنتو موناركس خلال الدرافت. يبلغ طولها 6 قدم 5 بوصة (2.0 م). اعتزلت اللعب في 2013. لعبت مع ساكرامنتو موناركس ونادي بشكتاش لكرة السلة للسيدات.

## روابط خارجية
- لورا هاربر على موقع الاتحاد الدولي لكرة السلة (الإنجليزية)
- لورا هاربر على موقع الاتحاد الوطني لكرة السلة النسائية (الإنجليزية)
- لورا هاربر على موقع كرة السلة الأوروبية.كوم (الإنجليزية)
- لورا هاربر على موقع كلية كرة السلة في سبورتس رفرنس.كوم (الإنجليزية)
- لورا هاربر على موقع بروبوليرز (الإنجليزية)
- لورا هاربر على موقع سبورتس رفرنس (الإنجليزية)
- لورا هاربر على موقع كلية كرة السلة في سبورتس رفرنس.كوم (الإنجليزية)